# Cubocephalus longicaudus
Cubocephalus longicaudus är en stekelart som först beskrevs av Léon Abel Provancher 1886.  Cubocephalus longicaudus ingår i släktet Cubocephalus och familjen brokparasitsteklar. Inga underarter finns listade i Catalogue of Life.